# Jens Banzon Hee Andersen
Jens Banzon Hee Andersen, född 12 mars 1820 på Østrupgård vid Fåborg, död 6 mars 1892 i Köpenhamn, var en dansk lantbrukare.
Redan som förvaltare på Gundersløvholm hade Andersen möjlighet (1845-46) till att grundlägga den utan tvivel den första danska nötkreatursstam, som skapades på grundval av rationella avelsprinciper. Det var särskilt det guénonska systemet, "spegelläran", som lades till grund för urvalet av avelsdjur, och det var genom införandet av denna lära (som sedermera frånkändes all betydelse), son Andersens namn blev känt i hela Danmark. 
Men Andersen var också den förste, som förespråkade och själv använde sig av en utförlig stambokföring över avelsdjur; det infördes även flera andra viktiga förbättringar inom aveln på Gundersløvholm. Som agitator för förbättringar inte bara på djurskötselns, utan på hela lantbrukområdet verkade Andersen energiskt i tal och skrift. 
Från 1879 och till sin död var han sekreterare för De samvirkende sjællandske landboforeninger, och hade därigenom möjlighet bland annat till att grundlägga en stambok för den själländska djurskötseln. Bland hans talrika skrifter kan nämnas: Sorø amts landøkonomiske selskabs 50 aars virksomhed och Det kgl. danske Landhusholdningsselskab fra dette selskabs oprindelse indtil 1879.